# Bosque de Witu
El bosque de Witu es una reserva natural nacional situada en la provincia costera de Kenia. Es un área de conservación administrada por el condado de Lamu y el Servicio de Vida Silvestre de Kenia.

## Características de la reserva
La reserva cubre un área de 4369 hectáreas (46.69 km²), 701 de las cuales fueron agregadas en 2002. Se formó en 1927 combinando la reserva de Utwani con la reserva de Gongoni, aunque los nombres anteriores se mantuvieron en uso. El gobierno de Kenia inauguró oficialmente la reserva en 1962. La reserva colinda al noreste y al este con el pantano de Pangani, al este y sur con Nairobi.y al oeste con Witu. En 2004 se informó que la tala ilegal del bosque era un problema extenso que la caza de animales silvestres.

## Flora
La reserva resguarda la Euphorbia tanaensis, especie en peligro crítico de extinción con sólo 20 ejemplares según el UICN.